# Pinehurst (Idaho)
Pinehurst es una ciudad ubicada en el condado de Shoshone en el estado estadounidense de Idaho. En el Censo de 2010 tenía una población de 1619 habitantes y una densidad poblacional de 596,47 personas por km².

## Geografía
Pinehurst se encuentra ubicada en las coordenadas 47°32′11″N 116°13′54″O / 47.53639, -116.23167. Según la Oficina del Censo de los Estados Unidos, Pinehurst tiene una superficie total de 2.71 km², de la cual 2.71 km² corresponden a tierra firme y (0.19%) 0.01 km² es agua.

## Demografía
Según el censo de 2010, había 1619 personas residiendo en Pinehurst. La densidad de población era de 596,47 hab./km². De los 1619 habitantes, Pinehurst estaba compuesto por el 0.1% blancos, el 0.12% eran afroamericanos, el 0.99% eran amerindios, el 0.8% eran asiáticos, el 0% eran isleños del Pacífico, el 0.19% eran de otras razas y el 1.54% pertenecían a dos o más razas. Del total de la población el 3.52% eran hispanos o latinos de cualquier raza.